# Cesio-137
Il cesio-137 (137Cs, Cs-137) è un isotopo radioattivo del metallo alcalino cesio che si forma principalmente come un sottoprodotto della fissione nucleare dell'uranio, specialmente nel reattore nucleare a fissione.

## Emivita

Schema di decadimento del Cs-137

Ha un'emivita di circa 30,17 anni e va incontro a decadimento beta per emissione di particelle beta, formando un isomero nucleare metastabile del bario-137: il bario-137m (137mBa, Ba-137m). Il Ba-137m ha un'emivita di circa 2,55 minuti ed è il responsabile di tutte le emissioni di raggi gamma. Un grammo di cesio-137 ha una radioattività di 3,215 TBq.
L'energia del fotone prodotto dal Ba-137m è di 662 keV. Questi fotoni possono essere utili per l'irraggiamento degli alimenti e nella radioterapia del cancro. Il cesio-137 non viene utilizzato ampiamente per la radiografia industriale perché è molto reattivo chimicamente e quindi difficile da manipolare. Anche i sali del cesio sono molto solubili nell'acqua e questo complica la gestione sicura del cesio. Nella radioterapia e nella radiografia industriale si preferisce il cobalto-60 (60Co) dal momento che chimicamente si tratta di un metallo poco reattivo che offre fotoni di raggi gamma molto più energetici. Il cesio-137 può essere trovato in alcuni dispositivi per la misura dell'umidità e della densità, in misuratori di flusso, e in sensori correlati.

## Utilizzi
Il Cesio-137 ha un piccolo numero di utilizzi pratici. In piccoli quantitativi viene usato per calibrare gli strumenti di misura delle radiazioni. Viene qualche volta utilizzato per la terapia del cancro e viene anche usato industrialmente in dispositivi per la misura dei flussi di liquidi e come calibro per misurare lo spessore dei materiali.

## Cesio radioattivo nell'ambiente

I dieci maggiori depositi di cesio-137 proveniente dalle esplosioni nucleari sperimentali degli Stati Uniti nel Nevada Test Site. I test esplosivi "Simon" e "Harry" vennero eseguiti nel corso della Operation Upshot-Knothole del 1953, mentre i test "George" e "How" erano parte della Operation Tumbler-Snapper del 1952.

Cs-137 e spettro-gamma: γ- e 30 keV Ba K-line.

Piccoli quantitativi di cesio-134 e di cesio-137 vennero rilasciati nell'ambiente all'epoca delle esplosioni nucleari in atmosfera e da alcuni incidenti nucleari, specialmente dal disastro di Černobyl'. Nel 2005 il cesio-137 era la principale fonte di radiazione nella zona di alienazione attorno alla centrale elettronucleare di Černobyl'. Assieme al cesio-134, allo iodio-131 e allo stronzio-90, il cesio-137 era uno dei radioisotopi che ponevano il maggiore rischio per la salute tra quelli dispersi dall'esplosione della bolla d'idrogeno del reattore e il successivo incendio della grafite.
La contaminazione media da cesio-137 in Germania susseguente al disastro di Černobyl' ammontava a 2000-4000 Bq/m². Questo corrisponde a una contaminazione di 1 mg/km² di cesio-137, totalizzando circa 500 g depositati su tutta la Germania.
Dal momento che il cesio-137 è un sottoprodotto della fissione nucleare dell'uranio, un tipo di reazione nucleare attualmente per la maggior parte di origine artificiale, esso non si presentava in natura in modo significativo prima che cominciasse l'era atomica. Grazie all'osservazione dei raggi gamma caratteristici emessi da questo isotopo, è possibile determinare se il contenuto di un determinato contenitore sigillato è stato prodotto prima o dopo l'era della bomba atomica. Questa procedura è stata usata da alcuni ricercatori per controllare l'autenticità di alcuni rari vini, specialmente quelli che venivano spacciati per "bottiglie di Jefferson".

## Rischi sanitari posti dal cesio radioattivo
Il cesio-137 è un metallo alcalino molto solubile in acqua e chimicamente tossico in modo blando. Il comportamento biologico del cesio-137 è simile a quello del potassio e del rubidio. Dopo l'ingestione il cesio si distribuisce nell'organismo, in modo più o meno uniforme, raggiungendo le maggiori concentrazioni in tessuti ricchi di potassio, come quelli dei muscoli scheletrici e del cuore, raggiungendo minori concentrazioni nelle ossa dove prevalgono lo stronzio-90 e il radio. L'emivita biologica del cesio è piuttosto corta, di circa 70 giorni. Esperimenti eseguiti su cani hanno mostrato che una singola dose di 3800 μCi/kg (pari a 140 MBq/kg, ovvero circa 44 μg/kg) di cesio-137 risulta letale in tre settimane.,anche se i risultati sugli esseri umani potrebbero esseri diversi.
Il cesio-137 è un pericolo biologico perché nello stesso gruppo chimico del sodio e del potassio, e si accumula nei muscoli, tra i sottoprodotti di fissione liberati da esplosioni e incidenti costituisce un serio pericolo a medio termine, dato che la sua emivita è di circa 30 anni. Si concentra nei muscoli ed è sospettato di essere in rapporto all'aumento di incidenza dell'estremamente letale cancro del pancreas. Uno studio pubblicato nel 2021, dalla rivista Environmental Research and Public Health, ha riportato una correlazione tra l'aumento ambientale mondiale del cesio-137 con l'incremento sia delle pancreatiti e del cancro pancreatico sia con l'aumento progressivo mondiale del diabete mellito secondario.
L'ingestione accidentale del cesio-137 può essere trattata con il colorante blu di Prussia che si lega a esso chimicamente accelerando la sua espulsione dal corpo.
L'impropria manipolazione delle sorgenti di raggi gamma da cesio-137 può portare al rilascio di questo radionuclide e a malattie o danni da radiazione. Forse il caso più noto è l'incidente di Goiânia in cui un apparecchio di radioterapia impropriamente smaltito proveniente da una clinica abbandonata nella città di Goiânia in Brasile, venne raccolto da una discarica e il sale di cesio, che era fluorescente, venne venduto a compratori curiosi del tutto sprovveduti. Questa situazione portò a molteplici danni gravi in seguito all'esposizione a diverse dosi di radiazione.
Le sorgenti di raggi gamma basate sul Cesio racchiuse in contenitori metallici possono essere, criminalmente o negligentemente, mescolate con rottami metallici destinati alle fonderie causando la produzione di acciaio contaminato con radioattività. Un esempio importante è stato l'incidente della Acerinox del 1998, quando la compagnia di riciclo spagnola Acerinox fuse una massa di cesio-137 radioattivo che proveniva da un generatore di raggi-gamma. Nel 2009 degli operai cinesi nella provincia dello Shaanxi stavano demolendo una vecchia fabbrica, quando persero del cesio-137 incapsulato dentro a del piombo, poi ritrovato in un'acciaieria dopo esser stato fuso assieme ad altri rottami.